# Plumatella agilis
Plumatella agilis is een mosdiertjessoort uit de familie van de Plumatellidae. De wetenschappelijke naam van de soort is voor het eerst geldig gepubliceerd in 1942 door Marcus.